# Keihan
Keihan, jap.: 京阪 – pełna nazwa 京阪電気鉄道 Keihan Denki Tetsudō (pol.: „Kolej Elektryczna Keihan”) – prywatna kolej aglomeracyjna działająca między Osaką, Kioto i Ōtsu w regionie Kansai w Japonii. Kolej eksploatuje 88,1 km linii, posiada 730 wagonów i zatrudnia 1775 osób. Cała sieć jest obsługiwana „ciężkim”, kolejowym taborem, ale łączy linie różnej klasy technicznej – od bezkolizyjnych, pod- i nadziemnych, eksploatowanych jak metro – po trasy uliczne. Obejmuje też linię będącą jedną z ostatnich zachowanych w Japonii kolejek dojazdowych (typu „interurban”). Nazwa „Keihan” oznacza „Kioto-Osaka” – znak 京 wzięty jest od zapisu 京都 Kyōto i czytany jest „kei”, znak 阪 od zapisu 大阪 Ōsaka i czytany „han”.
Kolej jest częścią większego koncernu „Grupa Keihan”, działającego na wielu różnych polach, nie tylko w transporcie.

## Sieć
Sieć kolei Keihan składa się z dwóch, niepowiązanych systemów, które przecinają się (w różnych poziomach) na stacji San-jō w Kioto. Wszystkie linie, nie licząc funikularu, mają tory 1435 mm i są zelektryfikowane prądem =1500 V.

### System Osaka – Kioto
- 京阪本線 Keihan hon-sen: główna linia od północnego centrum Osaki – Umeda (stacje 淀屋橋 Yodoyabashi, 天満橋 Temmabashi) do śródmieścia Kioto (m.in. stacje 四条 Shi-jō,　三条 San-jō,　出町柳 Demachi-Yanagi), prowadzona po południowej stronie rzeki Yodogawa przez strefę ciągłej urbanizacji (m.in. miasta Moriguchi – 146 tys., Kadoma – 130 tys., Neyagawa – 239 tys., Hirakata – 405 tys.). Długość linii – 51,6 km. Na odcinku Temmabashi – 萱島 Kayashima linia jest czterotorowa　(11,5 km). W tunelu przebiega na odcinkach Yodoyabashi – Temmabashi (1,3 km) oraz 七条 Shichi-jō – Demachi-Yanagi (3,2 km). Na odcinku Temmabashi – 寝屋川市 Neyagawa-shi linia przebiega na wiadukcie (14,5 km). Maksymalna dopuszczalna prędkość – 110 km/h. Obciążenie: na fragmencie linii w Osace 40/24 par pociągów na godzinę (godzina szczytu/godzina typowa); w Kioto 17/12. Minimalna częstotliwość pociągów lokalnych wynosi 10 min. Eksploatuje się pociągi najwyżej 8-wagonowe. Zajezdnie znajdują się na wschód od stacji Kayashima (m. Neyagawa) oraz na zachód od stacji 淀 Yodo (Kioto). W Osace część pociągów kończy bieg na dworcu Temmabashi.

- - 交野線 Katano-sen:　dwutorowe odgałęzienie linii głównej na prawym brzegu rzeki Tennō-gawa, na trasie 枚方市 Hirakata-shi (m. Hirakata) –　私市 Kisaichi (m. Katano, 78 tys.), długości 6,9 km. Na krótkim odcinku początkowym (Hirakata-shi – 宮之阪 Miyanosaka) linia jest przełożona na wiadukt (1,0 km). Obciążenie 9/6 par pociągów na godzinę. Linia jest obsługiwana wahadłowo, ale kilka kursów w szczycie przechodzi na linię główną.

- - 宇治線 Uji-sen: inne odgałęzienie linii głównej prowadzone prawą stroną rzeki Uji na trasie 中書島 Chūshojima (południowe przedmieścia Kioto) – 京阪宇治 Keihan-Uji (miasto Uji, 191 tys.). Linia dwutorowa, długości 7,6 km. Obciążenie 9/6 par pociągów na godzinę. Linia jest obsługiwana wahadłowo.
  - ケーブル線 Cable-sen:　funikular od stacji 八幡市 Yawata-shi na górę　男山 Otokoyama, miasto Yawata. Linia długości 411 m wznosi się na 82 m.

### System Kioto – Ōtsu (tzw. „linie Ōtsu”)
- 京津線 Keishin-sen[a]: 　linia łącząca centrum Kioto z centrum miasta Ōtsu (stolica Prefektury Shiga, 328 tys.) o przebiegu 京都市役所前 Kyōto-shiyakusho-mae – 三条 San-jō – 御陵 Misasagi – 山科 Yamashina –　浜大津 Hamaōtsu) z czego odcinek Misasagi – Hamaōtsu należy do kolei Keihan. Na pozostałej części trasy pociągi Keihan używają podziemnej linii metra kiotańskiego 東西線 Tōzai-sen. Linia własna Keihan, długości 7,6 km, jest dwutorowa. Wykorzystuje krótki tunel górski (ok. 0,3 km). W Ōtsu, na odcinku ok. 0,6 km, trasa przebiega w jezdni śródmiejskiej ulicy. Jest to jeden z rzadkich przypadków na świecie, że pociągi jadące linią metra wykorzystują też linię typu tramwajowego. Obciążenia – 6/4 par pociągów na godzinę. Eksploatuje się pociągi 4-wagonowe. Zajezdnia znajduje się przy stacji 四宮 Shinomiya.

- 石山坂本線 Ishiyama-Sakamoto-sen: linia w Ōtsu　(坂本 Sakamoto – 浜大津 Hamaōtsu – 石山寺 Ishiyama-dera), długości 14,1 km. Na odcinku ok. 0,4 km linia ma torowisko uliczne, poza tym dysponuje własnym korytarzem. Obciążenie – 9/8 par pociągów na godzinę. Eksploatuje się pociągi 2-wagonowe. Zajezdnia znajduje się przy stacji 近江神宮前 Ōmijingū-mae.

## Funkcjonowanie
Wszystkie linie, oprócz linii głównej obsługiwane są tylko przez pociągi lokalne. Na linii głównej najszybsze są szczytowe ekspresy Ｋ特急 K-tokkyū, które między śródmieściami Osaki i Kioto zatrzymują się tylko na stacjach Chūshojima i Tambabashi (niektóre także w Hirakata-shi). Przejazd całej trasy trwa co najmniej 51 min. (średnia prędkość 60,7 km/h). Pozaszczytowe 特急 tokkyū mają dodatkowe dwa przystanki; w okolicy Kioto pociągi te jadą na przemian z lokalnymi. Pośpieszne 急行 kyūkō po opuszczeniu Osaki jadą ekspresowo do Neyagawa-shi, dalej są przyśpieszone. Lokalnie pośpieszne 準急 junkyū mają podobny układ stacji na początku trasy, ale potem stają się lokalne. Dla obsługi ruchu związanego z Osaką istnieją także 区間急行 kukan kyūkō, dojeżdżające do stacji Kuzuha, ekspresowe na samym początku trasy. Układu połączeń dopełniają pociągi lokalne, które kursują co 7–10 minut – niektóre szczytowe obsługują część linii.
Największym problemem jest gęsta obsługa dwutorowego odcinka trasy, długości 38,8 km, na której w szczycie jedzie do 17 par pociągów różnych rodzajów na godzinę. Wyprzedzanie ma miejsce na jednej z siedmiu stacji (znajdujących się średnio co 4,85 km). Pociągom tym do odwracania biegu służą w Kioto dwie stacje – ostatnia Demachi-Yanagi, mająca dwa tory ślepe przy krawędziach peronowych z jednym torem odstawczym, oraz San-jō: cztery tory przelotowe i jeden odstawczy. Jeszcze większą dyscyplinę pracy narzucają warunki w Osace: 40 pociągów na godzinę musi odwrócić bieg na jednej z dwóch stacji, dysponujących w sumie pięcioma torami ślepymi przy krawędziach peronowych, całkowicie bez torów odstawczych. Na wjazd na stację, wymianę pasażerów, pobieżne sprzątanie i wyjazd każdy pociąg ma średnio 7½ min. (w wagonach tokkyū należy jeszcze odwrócić kierunek oparć foteli – co robione jest automatycznie).
Kolej Keihan stosuje jednolitą taryfę do wszystkich pociągów. Opłaty zależą od odległości. Najmniejsza opłata wynosi 150円.
Koszt przejazdu całej linii głównej wynosi 460円, między Yodoyabashi (Osaka) i Sakamoto w północnym Ōtsu – 940円.
W ruchu między Osaką i Kioto kolej Keihan konkuruje z JR i koleją Hankyū. Przejazd Keihan między Yodoyabashi i Shi-jō kosztuje 400円. Przejazd pociągiem pośpiesznym JR między dworcami Ōsaka i Kyōto kosztuje 540円 i trwa 29 minut, natomiast pociągiem Shinkansen (z dworca Shin-Ōsaka) – 1380円, ale trwa 14 minut. Do cen JR należy doliczyć koszt dojazdu do mniej korzystnie położonych dworców Kyōto i Shin-Ōsaka. Ekspres kolei Hankyū jedzie między dworcem Umeda (Osaka) a Kawaramachi (Kioto) 43 minuty i kosztuje tylko 390円. Podstawowym rynkiem Keihan jest zatem obsługa miast położonych na linii głównej. Kolej próbuje jednak zabiegać o klienta w ruchu międzymiastowym, reklamując się jako najlepszy przewoźnik w ruchu turystycznym do Kioto i oferując wagony bardziej komfortowe od Hankyū. Ponadto osakijski terminal kolei Hankyū – Umeda – jest gorzej skomunikowany z metrem, niż stacje linii Keihan.

## Obciążenia

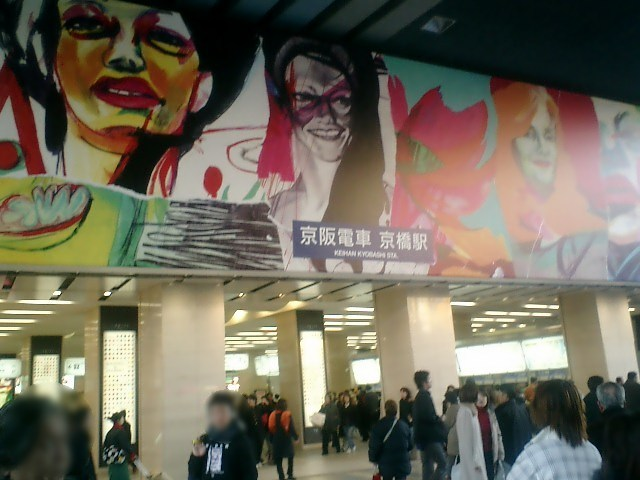
Osaka – hall stacji Kyōbashi – największej na sieci Keihan

Kolej Keihan przewiozła w roku fisk. 2006/07 291,7 mln pasażerów, z których 150,5 mln posłużyło się biletami długoterminowymi. Liczba pasażerów lekko spada. „Gęstość ruchu” liczona jako stosunek dziennej liczby pasażerów do długości sieci wyniosła 9,07 tys.pas./km.
Około 30% pasażerów korzysta z którejś ze stacji w śródmieściu Osaki. Najbardziej obciążone stacje linii głównej (na stacjach przesiadkowych na inne koleje podano tylko liczbę pasażerów przekraczających rogatki Keihan): Kyōbashi (198 tys. pasażerów dziennie; stacja przesiadkowa na linię okólną JR – Ōsaka-Kanjō-sen i linię Nagahori-Tsurumi-Ryokuchi metra w Osace), Yodoyabashi (132 tys.), Hirakata-shi (90 tys.), Neyagawa-shi (74 tys.), 香里園 Kōrien (m. Neyagawa; 65 tys.), Temmabashi i 樟葉 Kuzuha w Hirakacie (61 tys.). W Kioto najbardziej obciążoną stacją jest peryferyjna 丹波橋 Tambabashi (57 tys. – przesiadka na linię Kintetsu-Kyōto), w śródmieściu natomiast ruch rozkłada się na wiele stacji, z których najbardziej obciążone są Shi-jō (52 tys.) i San-jō (43 tys.).

## Tabor
Kolej Keihan eksploatuje 16 typów EZT, z których najstarsze pochodzą z l. 60. (np. typ „1900”). Wszystkie są dostosowane do obsługi peronów wysokich.
Trzynaście typów EZT eksploatuje się na sieci związanej z linią główną, dwa na linii Ishikawa-Sakamoto, jeden na linii Keishin. Podstawową kolorystyką zewnętrzną jest barwa ciemno- i jasnozielona. Wyjątkami są EZT przeznaczone dla ekspresów (czerwono-żółte) oraz linii Keishin (niebieskie).
Typowy wagon ma ponad 18 m długości i ok. 2,8 m szerokości, najczęściej trzy pary drzwi i podłużny układ siedzeń. Pięć par drzwi mają wagony EZT "5000", wprowadzone w l. 70. w celu obsługi intensywnego ruchu podmiejskiego Osaki. Siedzenia ustawione poprzecznie stosowane są w EZT przeznaczonych dla ekspresów oraz w EZT "9000", który poza szczytem obsługuje też kursy pośpieszne lub lokalne (na stacjach końcowych oparcia foteli są automatycznie przestawiane, by siedziało się przodem w kierunku jazdy). Wagony przeznaczone dla ekspresów oraz wagony linii Ishikawa-Sakamoto mają po dwie pary drzwi i dłuższe przedziały pasażerskie (np. typ „8000” z 1989 r.). W środku składu jednostek ekspresowych znajduje się jeden wagon piętrowy.
Wagony EZT „700” i „600”, obsługujących linię w Ōtsu mają węższe, tramwajowe pudła.
Wszystkie EZT systemu głównego mają wyjścia awaryjne na czołach. Klasyczny design czół, z wyraźnie wyodrębnionymi drzwiami na osi, od lat 80. zastępowany jest designem zintegrowanym, w którym drzwi, umieszczone nieosiowo, wtopione są w układ szyby przedniej (pierwsze były EZT „6000”).
Wszystkie EZT tego systemu główmego dostosowane są do jazdy w trybie ATS, natomiast EZT „800” linii Keishin dodatkowo w trybie ATC i ATO, stosowanych na linii metra. Wagony tej jednostki mają także komfortowe wnętrza, z fotelami ustawionymi poprzecznie.

## Ewolucja
- 1906 – powstanie spółki 京阪電気鉄道株式会社 Keihan Denki Tetsudō Kabushiki-gaisha.
- 1910 – ukończenie linii głównej. W centrum Kioto linia przebiegała nabrzeżem rzeki Kamogawa, częściowo na własnym wiadukcie na poziomie ulic, zbudowanym nad korytem rzeki.
- 1912 – 京津電気軌道 Keishin Denki Kidō buduje linię podmiejskiego tramwaju elektrycznego między San-jō-Ōhashi („Stary Most Sanjō”) w Kioto a centrum Ōtsu wzdłuż historycznej drogi Tōkaidō.
- 1913-14 – 大津電気軌道 Ōtsu Denki Kidō buduje linię tramwaju dojazdowego Ōtsu – Ishiyama.
- 1913 – ukończenie linii Uji.
- 1921-31 – Ōtsu Denki Kidō i jego następca 琵琶湖鉄道 Biwa-ko Tetsudō buduje linię tramwaju dojazdowego Ōtsu – Sakamoto (kończona przez kolej Keihan).
- 1925 – Kolej Keihan wykupuje tramwaj Keishin, a w 1929 – tramwaj Biwa-ko.
- 1926 – ukończenie linii funikularu na górę Otokoyama. Kolejka była rozebrana w 1944, ale przywrócono ją w 1955 r.
- 1929 – ukończenie linii Katano.

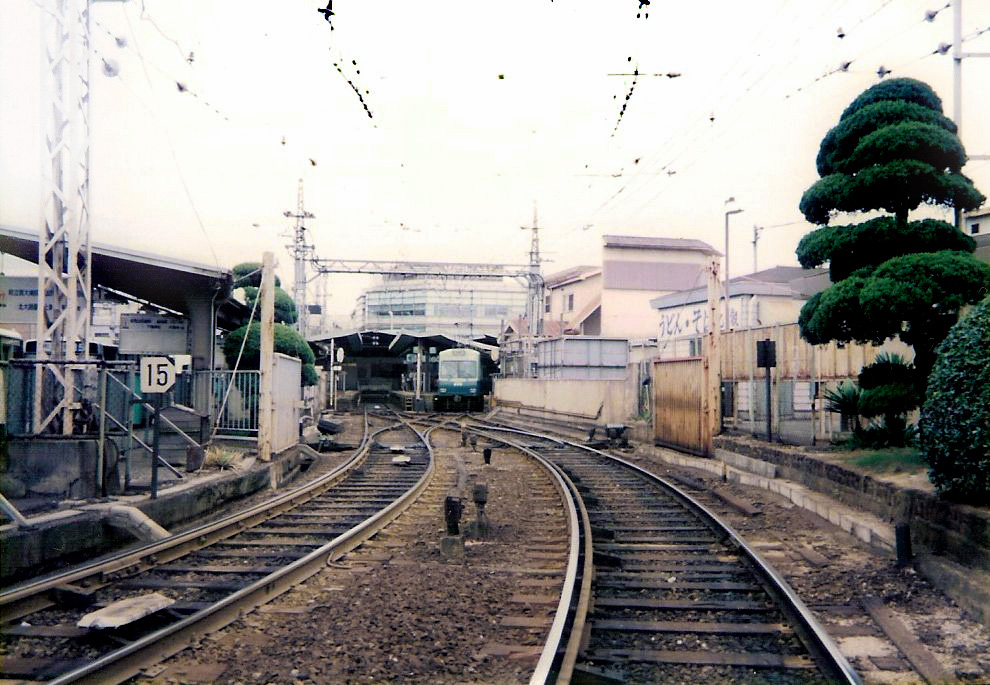
Kioto. Nieistniejąca stacja końcowa linii Keishin na nabrzeżu rzeki Kamagawa

- 1921-30 – należąca do Keihan kolej Shinkeihan Tetsudō otwiera kolejne odcinki linii Osaka – Kioto, prowadzonej po północnej stronie rzeki Yodogawa (Jūsō/Tenjinbashi – Ayase – Saiin). W 1930 r. odrębność kolei zostaje zniesiona, a jej linie włączone bezpośrednio do Keihan.
- 1931 – przełożenie odcinka linii głównej między 蒲生 Kamō (?) (obecna nazwa Kyōbashi) a 守口市 Moriguchi-shi na nową trasę, na odcinku Noe – Doi przebiegającą na wiadukcie (3 km).
- 1933 – oddanie drugiej pary torów na odcinku Kyōbashi – Moriguchi.
- 1943 – w ramach „racjonalizacji sieci” kolei prywatnych rząd przeprowadza połączenie kolei Keihan z 阪神急行電鉄 Hanshin Kyūkō Dentetsu – powstaje Keihanshin Kyūkō Dentetsu.
- 1949 – Keihan odzyskuje niezależność, ale bez linii zbudowanych przez kolej Shin-Keihan. Wchodzą one odtąd w skład kolei Hankyū.
- 1963 – ukończenie linii podziemnej Temmabashi – Yodoyabashi w Osace. Przebudowa i nadbudowa dworca Temmabashi.
- 1967 – wprowadzenie systemu ATS na linii głównej.
- 1969 – przełożenie odcinka linii głównej Temmabashi – Kyōbashi na wiadukt.
- 1970 – oddanie drugiej pary torów na odcinku Temmabashi – Kyōbashi.
- 1976, 1978, 1982 – ukończenie kolejnych etapów przełożenia na wiadukt linii głównej na odcinku Morigichi-shi – Neyagawa-shi. Przy przebudowie stacji Kayashima doszło do konfliktu z mieszkańcami, którzy zażądali zachowania stuletniego drzewa kamforowego, należącego do terenów niedalekiej świątyni. Drzewo zostało pozostawione, ale obudowano je nadziemną konstrukcją peronów.
- 1976, 1980 – oddanie drugiej pary torów na odcinku Moriguchi-shi – Kawada – Neyagawa-shi.
- 1983 – podwyższenie napięcia na sieci głównej z =600 V na =1500 V
- 1984 – wprowadzenie zabezpieczenia ATS na linii Keishin.
- 1987-89 – ukończenie linii podziemnej Shichi-jō – San-jō – Demachi-Yanagi w Kioto (odcinek San-jō – Demachi-Yanagi nosił nazwę 鴨東線 Ōtō-sen).
- 1990 – przełożenie stacji Hirakata-shi na wiadukt.
- 1997 – ukończenie drugiej linii metra kiotańskiego – Tōzai-sen. Pociągi Keihan-Keishin-sen rozpoczynają "przechodzenie" na tę linię przy wjeździe do śródmieścia Kioto. Zamknięcie linii naziemnej przebiegającej w pasie ulicznym. Na liniach grupy Ōtsu podniesiono napięcie z =600 V do =1500 V.
- 1999 – ukończenie przełożenia na wiadukt odcinka linii głównej Yawata – Yodo oraz stacji Neyagawa-shi.

## Projekty

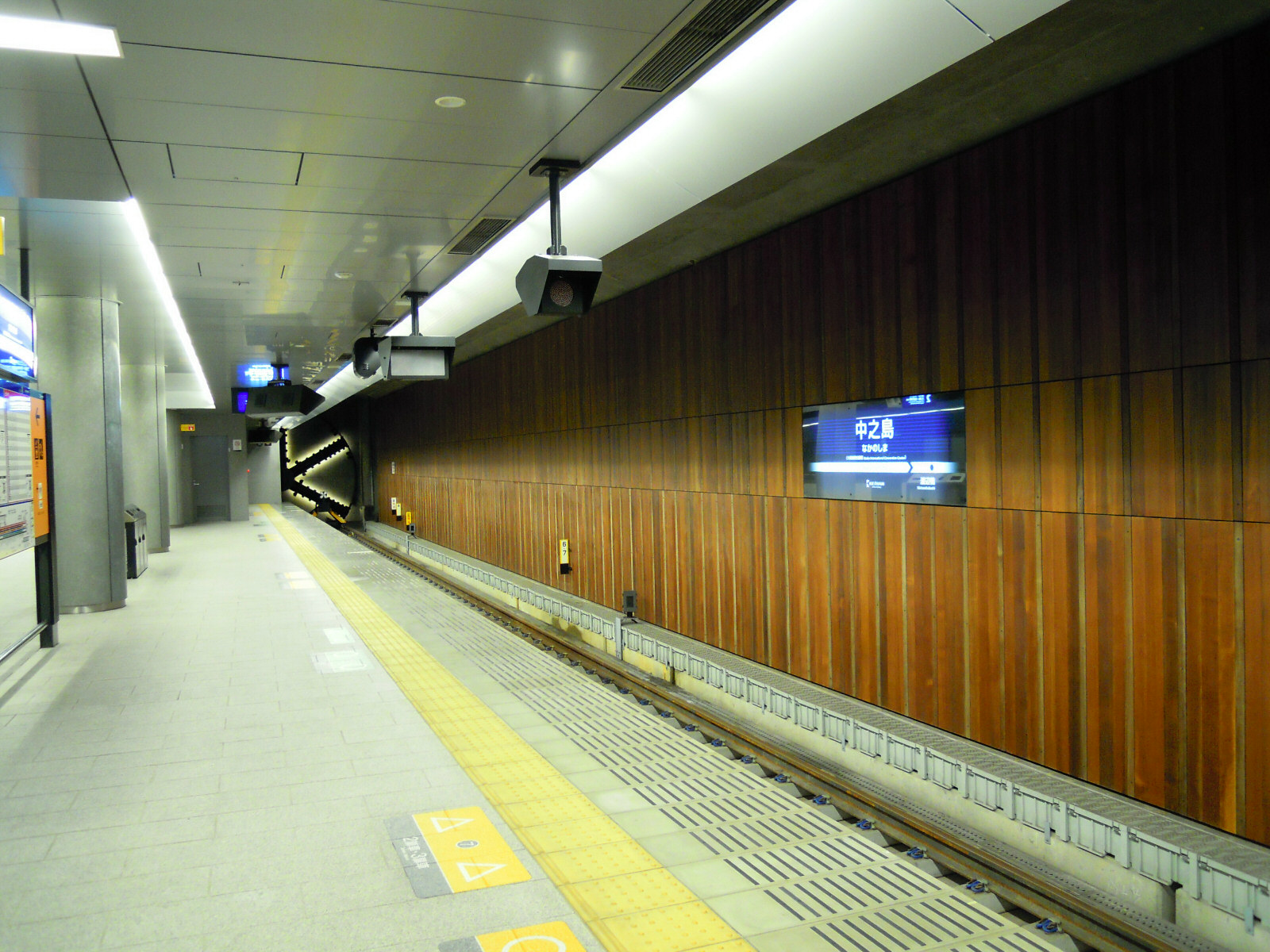
Platforma stacji Keihan Nakanoshima

- 2008 – planowane ukończenie linii kolei „trzeciego sektora” 中之島高速鉄道 Nakanoshima Kōsoku Tetsudō między stacjami Temmabashi i Nakanoshima w centrum Osaki. Kolej będzie obsługiwana jako przedłużenie linii Keihan-Honsen (trasa pociągów kończących obecnie na Temmabashi zostanie wydłużona na drugą stronę śródmieścia). Podziemna linia długości 2,9 km ma być zbudowana kosztem 150,3 mld jenów. W dalszej perspektywie planuje się wydłużenie linii przez węzeł przesiadkowy Nishi-Kujō na linii okólnej JR w kierunku nabrzeża Zatoki[2].

## Inna działalność Grupy Keihan

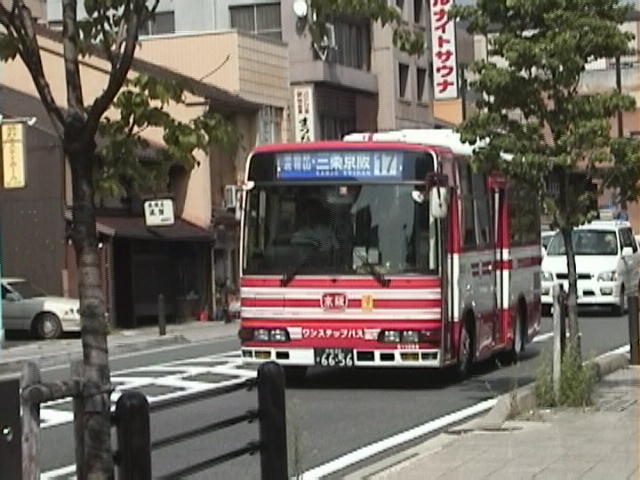
Kioto – autobus „Keihan-Bus”

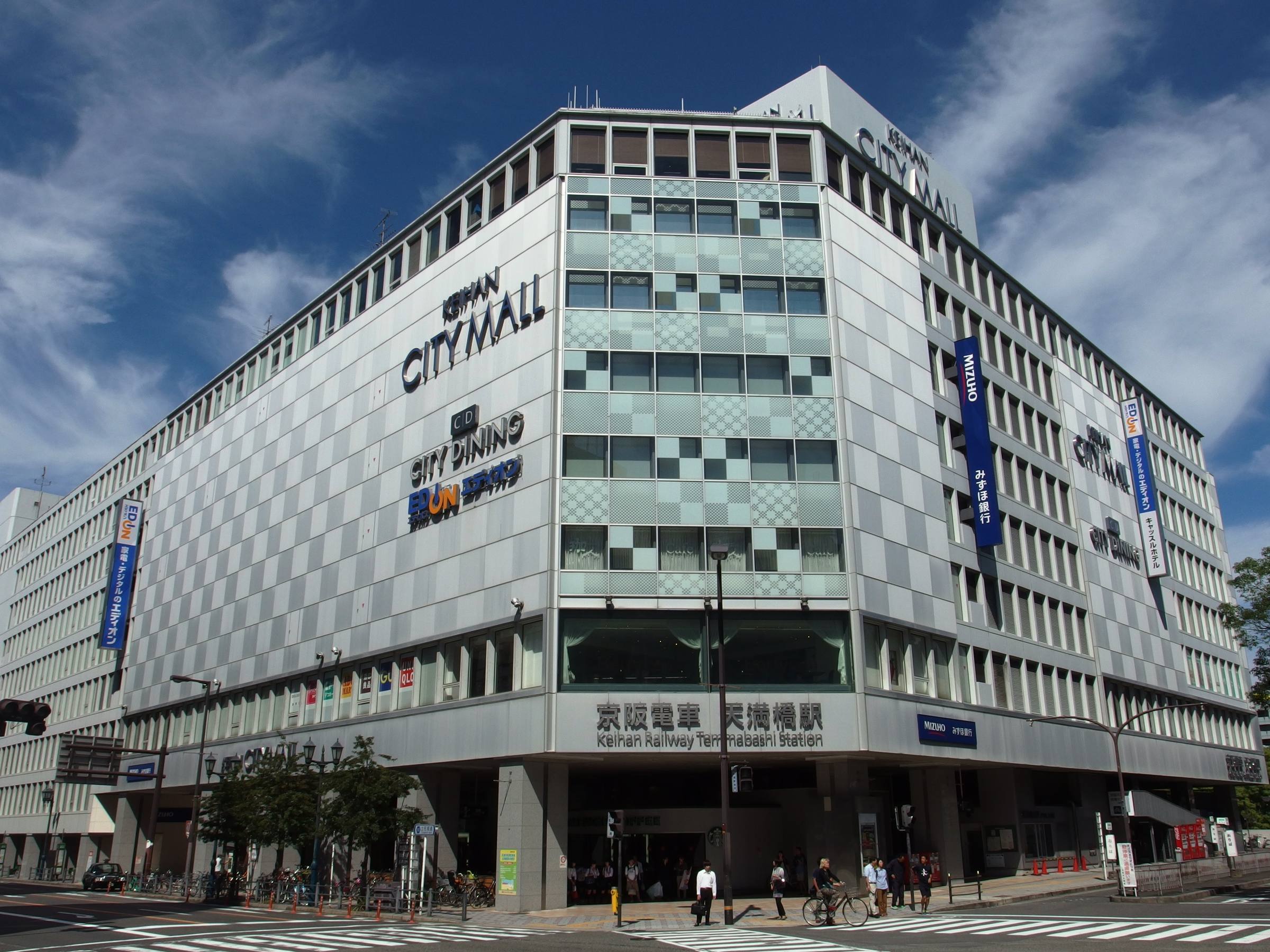
Osaka – dom towarowy Keihan nad dworcem Temmabashi

Poza koleją Keihan, „Grupa Keihan” kontroluje także inne koleje: Eizan Dentetsu (叡電 Eiden), Keifuku Denki Tetsudō (嵐電 Randen) – obie to elektryczne kolejki dojazdowe w Kioto (Keifuku posiada także funikular na Hiei-zan od strony Kioto), Hiei-zan Cable Car – funikular od strony Ōtsu („Sakamoto Cable”). Grupa ma też udziały w będącej w budowie kolei „trzeciego sektora” Nakanoshima Kōsoku Tetsudō w Osace.
Ponadto posiada siedem firm autobusowych i siedem firm taksówkarskich.
W zakresie działalności pozatransportowej, dziesięć firm grupy zajmuje się działalnością deweloperską i obrotem nieruchomościami, siedem działa w handlu detalicznym (w tym własne domy towarowe), trzydzieści firm związanych z Grupą działa w usługach hotelarskich, gastronomicznych, organizacji czasu wolnego. Keihan posiada m.in. spacerowe staki na Jeziorze Biwa, pole golfowe, drogę widokową na Hiei-zan, park rozrywki w mieście Hirakata („Hirakata Park”), warsztaty naprawy samochodów, firmy projektowe w zakresie inżynierii budowlanej i projektowania ogrodów.
32,2% wszystkich przychodów Grupy pochodzi z transportu, 41,7% z handlu detalicznego, 12,6% z obrotu nieruchomościami, 10,7% z sektora usługowo-rozrywkowego. Struktura dochodów zaś prezentuje się następująco (w tej samej kolejności): 48,7%, 6,4%, 43,4%, 1,3% (2006/07).